# 準男爵
準男爵（准男爵、じゅんだんしゃく）、バロネット（baronet）は、イギリスの世襲称号の1つ、またそれを持つ者。従男爵（じゅうだんしゃく）とも。男爵（baron）の下位、ナイト（knight）の上位に位置する。準男爵は世襲称号の中では最下位で、貴族ではなく平民である。貴族院にも議席を有さない。
準男爵位は爵位と異なり、準男爵という肩書だけ与えられる（「○○準男爵」といった形では与えられない）。他の準男爵位と区別する必要がある場合には姓名を付けたり、由来する地名を付けたりして区別する。敬称はナイトと同様に「サー」や「デイム」である。女性形はバロネテス（baronetess）で、女準男爵と訳すことがある。これは女性が当主である場合である。準男爵の妻はレディ（lady）の敬称で呼ばれる。短縮形は、baronetはBtまたはBart、baronetessはBtss。

## 歴史

### 創設の背景

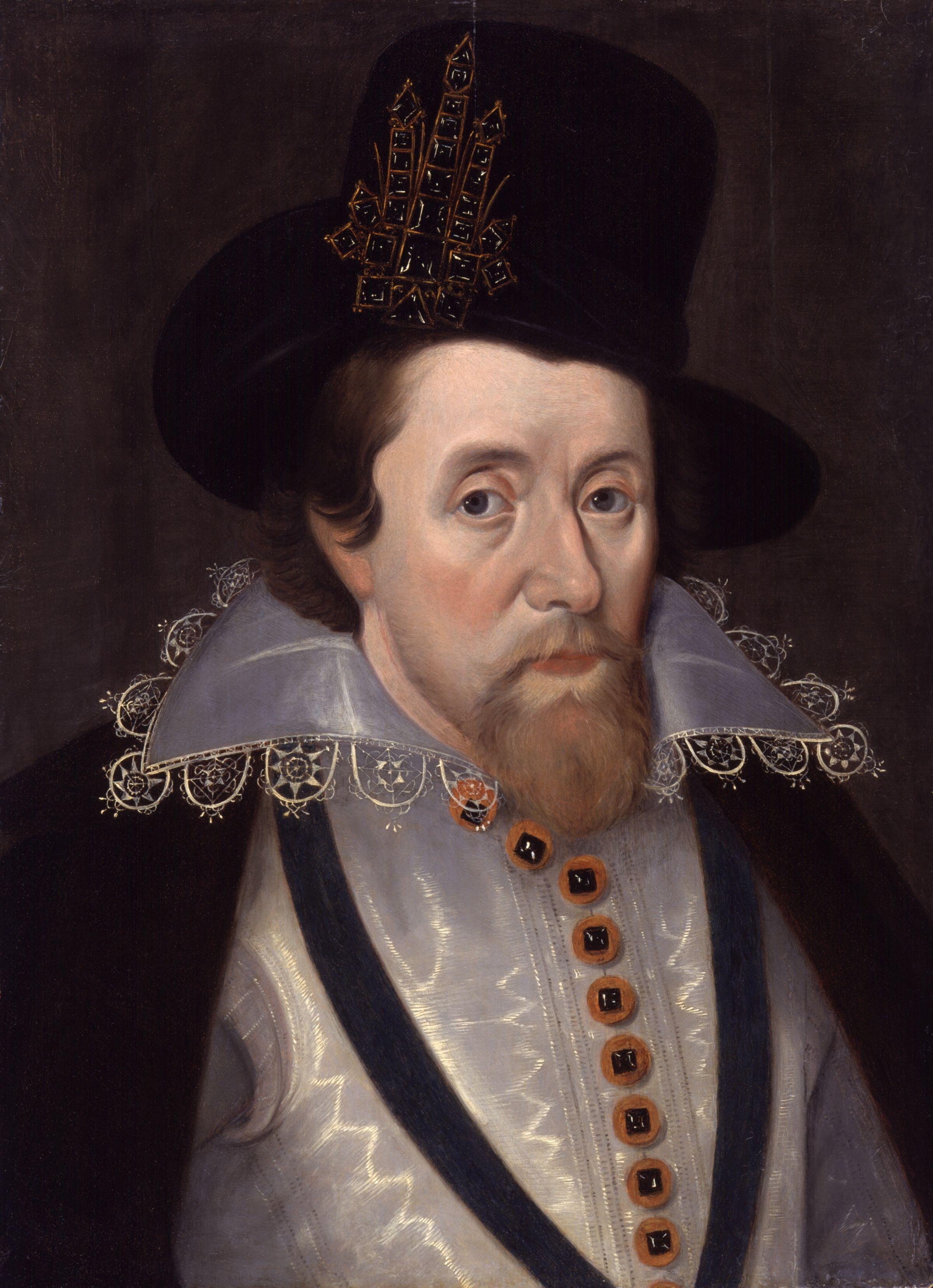
準男爵位を創設したイングランド王・スコットランド王ジェームズ1世(6世)（ジョン・ド・クリッツ画）

ステュアート朝初期の17世紀初頭、イングランドの王庫は財政破綻の危機に瀕していた。16世紀末からの対スペイン戦争の負債が重くのしかかっていた上、王領地の払い下げもほぼ終了していたため、王領地売却による一時金も地代収入も期待できなくなっていた。この危機を打開するため様々な財政改革案が出され、その一つとして構想されたのが世襲の新位階を販売することだった。
最初に新位階の創設を考案したのは哲学者で下院議員だったフランシス・ベーコンであるが、彼の構想は販売ではなく、アイルランド入植を推進するために入植者に与えることを想定したものだった。このベーコンの構想にヒントを得て新位階を販売すべきことを主張したのが尚古学者で下院議員のロバート・コットンだった。1611年に「大契約」が議会で否決されると、コットンの提案はほとんど無修正でイングランド王・スコットランド王ジェームズ1世(スコットランド王としてはジェームズ6世)と枢密院に採用された。

### 準男爵の創設
ジェームズ1世は、1611年5月22日に開封勅許状を公表し、準男爵位の販売を開始した。この勅許状は、アイルランド北部アルスターへの植民を熱心に進め、兵士30人を3年間養える費用（1,095ポンド）を献納した地主たちにふさわしい名誉を与えるために男系継承される世襲称号の準男爵を創設すると宣言し、今後同様の貢献をした者にも授与していくことを示しつつ、価値の暴落を抑えるため200人に限定することを定めた。
また勅許状に付された文書によれば、年間1,000ポンド以上の地代がある土地を有する地主であって、父方の祖父が紋章を有していることという条件も設けられていたが、これらの制限はやがて破棄されることになる。同文書は準男爵と他の位階との関係については、他の位階を現に所有している者たちへの配慮もあって曖昧な扱いにしている。また同文書は集まった金の使途について、第一にアルスターへの植民と軍隊の経費に充てるが、その目的が達成された後は他の財源で賄えない問題の対処に宛てると定めている。

### 授与基準の変化
当初、購入希望者は1,095ポンドを財務省に通常3回の分納で支払うことになっていたが、金額も決済方法も厳密に守られ続けたわけではなく、需要と供給により変動があった。それでも準男爵設置後数年間はほぼ規定通りの額が支払われたようである。1611年3月から1614年3月までに財務省に準男爵購入金額として90,885ポンドが払い込まれているが、この資金はアイルランドのイングランド軍駐屯費の約70%を充足した。
勅許状で曖昧になっていた準男爵の序列について男爵の下か、男爵のヤンガーサンの下か、1612年4月の枢密院において激しい論争が行われたが、結局国王の裁可で男爵のヤンガーサンの下、ナイトの上位と定められ、準男爵にはアルスター紋章「アルスターの赤い手」の使用が認められることになった。
1614年の議会では準男爵の創設に不安を持つ男爵とナイトの称号を持つ者たちが準男爵の廃止を要求している。実際に廃止されることはなかったが、準男爵への風当たりは強かったことが見て取れる。
1614年の議会の失敗で議会から補助金を得られず王庫が一層不安定になると、政府は貴族の爵位の販売を開始しはじめ、唯一購入可能な位階という位置づけだった準男爵が宙に浮くようになった。

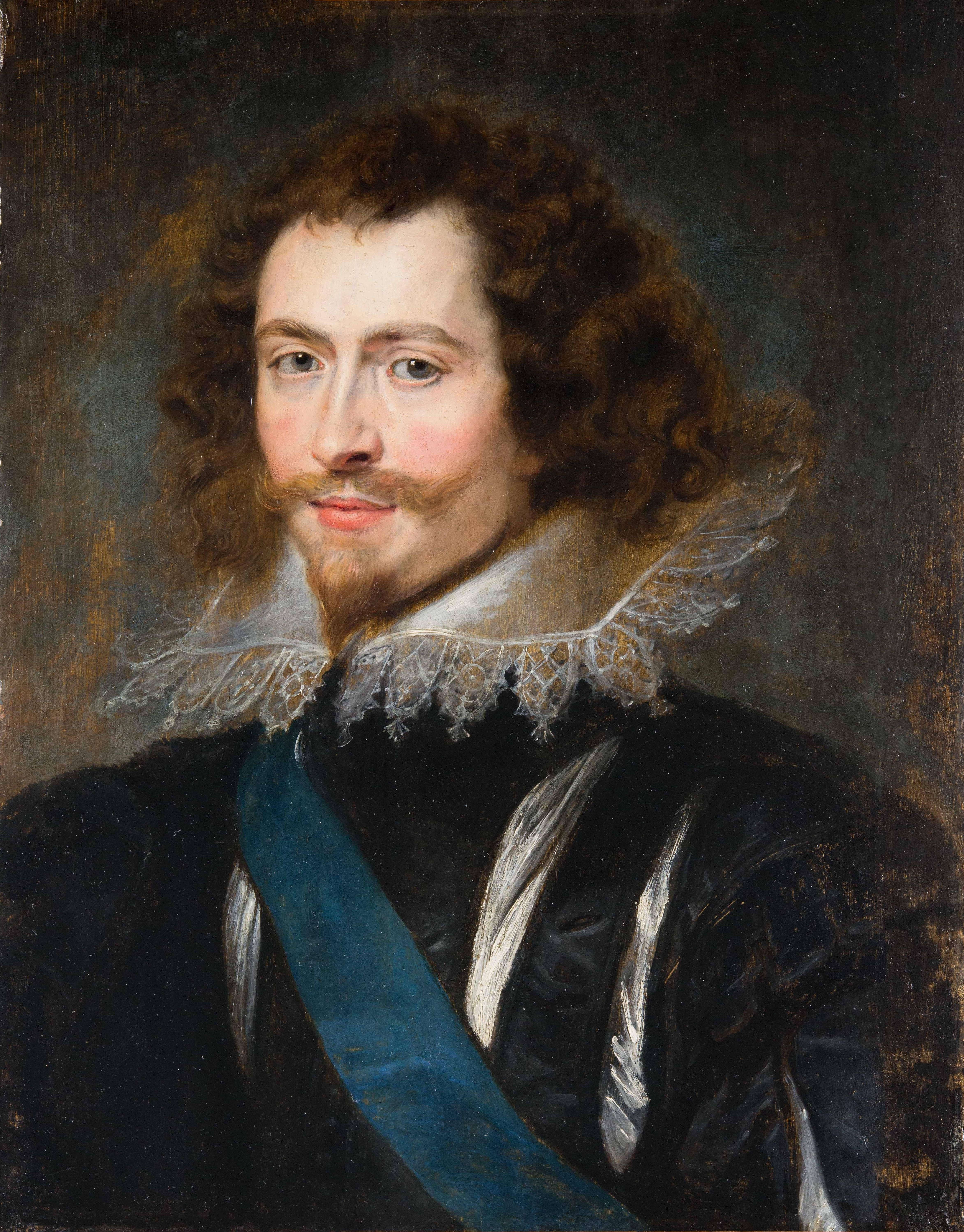
準男爵位の価格の暴落をもたらした初代バッキンガム公爵ジョージ・ヴィリアーズ（ピーテル・パウル・ルーベンス画）

さらに1618年には国王側近ジョージ・ヴィリアーズ(のちのバッキンガム公爵)が準男爵をナイトと同格に格下げし、1,095ポンドの条件も事実上破棄したことで宮廷が恣意的に授与するようになった。
購入価格は急速な値崩れを起こし、1619年には700ポンド、1622年には220ポンドで購入する者があった。1619年以降、準男爵は急増し、1622年までに198家に達している。200家に限定するという公約があったため、ジェームズ1世は1623年にプレイターズ準男爵を創設した際にこれが最後の創設であることを宣言し、1624年には1家を追加しただけで、その後崩御まで準男爵の新設はしなかった。
しかしチャールズ1世即位後、三十年戦争の戦費の増大で王庫はさらに困窮したため、バッキンガム公の主導で準男爵の当初の規定は破棄され、バッキンガム公派に85の準男爵位創設権が与えられた。1626年から1629年にかけて87家が準男爵を購入したが、その大半はバッキンガム公派の斡旋だった。この時期には安い場合では200ポンドを割ることもあった。
1629年のバッキンガム公暗殺後、チャールズ1世は準男爵の創設を厳しく抑制するようになり、1630年から1640年の間に準男爵に叙位されたのは4家のみである（うち1632年から1639年の間はゼロ）。しかし1640年以降は再び急増し、1641年と1642年の間には129家が準男爵に叙位された。これは国王と議会の対立が深まり、イングランド内戦へ向かう政治情勢の中、少しでも多くの地主を王党派に取り込もうとしたチャールズ1世の苦肉の策だった。財源の確保という本来の目的はこの段階でほぼ失われた。

### アイルランドとノバスコシア
イングランド準男爵位の創設から8年後の1619年9月30日にはアイルランド準男爵位が創設された。ジェームズ1世はアイルランド準男爵位を100人に限定すると誓約した。ジェームズはアイルランド準男爵位の序列について男爵のヤンガーサンの下、騎士の上位にする意向を表明したが、申請する者がいなくなってしまったため、1616年には一定の年齢になった準男爵の相続人はナイトに叙されるという新たな特権を認めた。
スコットランドの北アメリカにおける植民地ノバスコシアのプランテーションを推進する目的で1624年にはスコットランドの準男爵位であるノバスコシア準男爵位が構想された。授与されるためには2年間6人の入植者の支援をする(あるいはその代わりに2000マークを支払う）ことが必要であり、それに加えて1621年の勅許状でノバスコシアを与えられていたウィリアム・アレグザンダー(後のスターリング伯爵)に1000マークを支払う場合もあった。ジェームズ1世はこの構想を実行する前に死去したが、次王チャールズ1世のもとで1625年5月28日に最初のノバスコシア準男爵位が創設された。この準男爵位については創設の勅許状で150を超えてはならないと定められていた。彼らの相続人は特定の年齢になるとナイトに叙されるべきであり、プランテーションのために3000マーク（£166, 13s. 4d.）以上支払っていない者は称号を受けるべきではないとされた。1638年以前のノバスコシア準男爵位にはノバスコシアの土地（それ以前フランス人の手中にあった）が付随していたが、1638年には土地の付与は中止された。チャールズ1世の治世の後期にはスコットランドと無縁の紳士にもノバスコシア準男爵位が叙位されることもあった。大半のノバスコシア準男爵位は男系男子の相続に限定される。

### 合同後

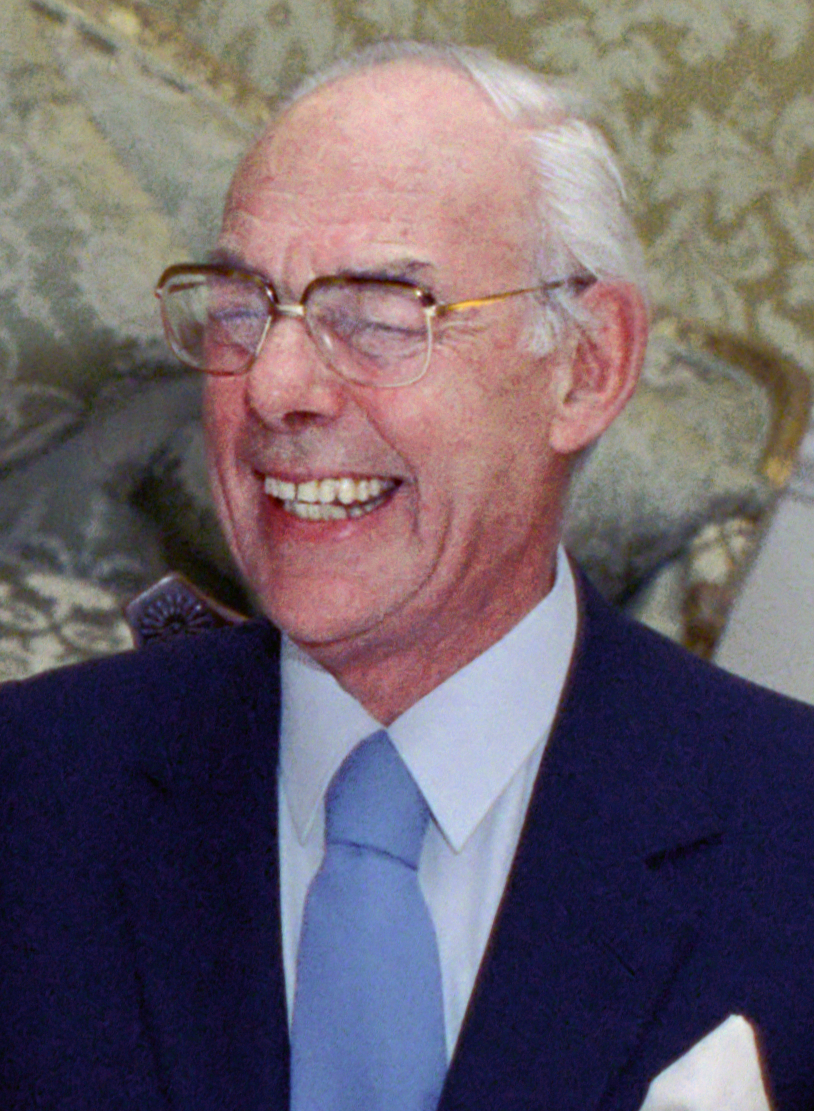
連合王国準男爵の最後の新規創設を受けた初代準男爵サー・デニス・サッチャー

1707年にイングランドとスコットランドが合同してグレートブリテン王国が成立するとイングランド準男爵位とノバスコシア準男爵位は創設されなくなり、代わってグレートブリテン準男爵が創設されるようになった。ついで1801年にアイルランドも合同して連合王国が成立するとアイルランド準男爵とグレートブリテン準男爵は創設されなくなり、連合王国準男爵が創設されるようになった。19世紀前半に即位した女王ヴィクトリアは準男爵位に対して労働者層を世襲階級に組み込む有用な手段と見なしていたという。
1898年1月に準男爵名誉協会(Honourable Society of the Baronetage)が設置され、1903年7月に準男爵に関するすべての問題の解決のための常任の組織として準男爵常任会議に改組された。1910年2月8日にエドワード7世がロイヤル・ワラント(Royal Warrant)によって内務省に保管される準男爵公式名簿を創設し、ここに記録されない者は準男爵として扱われることはないことを宣言した。公式名簿は現在司法省によって管理されている。
準男爵に叙される者ははじめ地主が多かったが、近代以降には対象が拡大されて商業、科学、文学、軍事などにおける功績によっても叙位されるようになった。なかでも、19世紀後半になると商工業界の成功者も貴族に列せられることが増えた。この際に、準男爵位が富裕な醸造家に与えられることがしばしばあったため、準男爵は「ビール醸造者(Beerage)」と呼ばれるようになった。この頃になると、準男爵位を含む爵位の猟官が公然と行われるようになった。
20世紀に入り、1958年に一代貴族制度が創設されると準男爵の叙位は減少した。1964年以降は叙任例がなくなっていたが、1991年にデニス・サッチャー（首相マーガレット・サッチャーの夫）が妻を支えた功績から(スコットニーのサッチャー)準男爵位に叙せられた。現在のところ、これが準男爵位の最後の叙任例となっている。

## 名前の呼ばれ方・表記方法

### 男性の準男爵

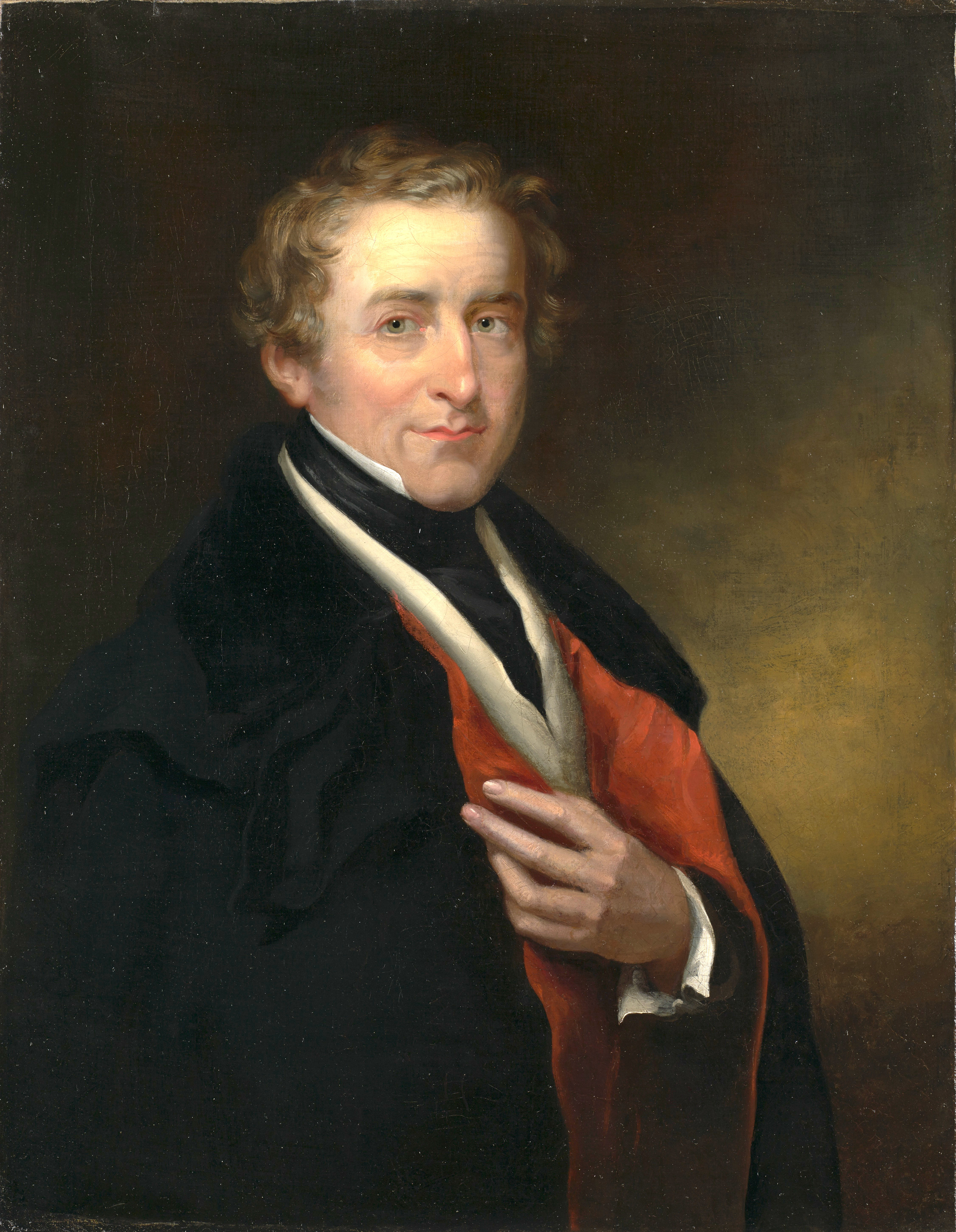
19世紀前期の英国首相第2代準男爵サー・ロバート・ピール。準男爵位の売爵ぶりを憂いた。
(ロバート・リチャード・スカンラン画）

男性の準男爵の敬称はサー（Sir）であり、「サー」はファーストネームあるいはファーストネーム＋ファミリーネームとともに付けられ、ファミリーネームだけには付けられない。首相を務めた第2代準男爵サー・ロバート・ピールの場合で言えば、「サー・ロバート」あるいは「サー・ロバート・ピール」とは呼ばれても「サー・ピール」とは呼ばれない。
表記においては、名前の後に「Bart.」もしくは「Bt.」を付ける。たとえば、「Sir Robert Peel, Bt.」のように表記される。
男性の準男爵の配偶者の敬称はレディのあとに苗字だけをつけられる(例：レディ・ピール)。ただし2人以上が同じ敬称となる場合はファーストネームをつけられる（例：レディ・アン・ピールとレディ・ローズ・ピール）。

### 女準男爵
女準男爵の敬称はデイム（Dame）であり、「デイム」はファーストネームあるいはファーストネーム＋ファミリーネームとともに付けられ、ファミリーネームだけには付けられない。たとえばデイジー・ダンバー準男爵の場合で言えば、「デイム・デイジー」あるいは「デイム・デイジー・ダンバー」とは呼ばれても「デイム・ダンバー」とは呼ばれない。
表記においては、名前の後に「Btss」を付ける。たとえばデイジー・ダンバー準男爵の場合、「Dame Daisy Dumber Btss」のように表記される。
女準男爵の配偶者には敬称は用いられない。

## 紋章・徽章
イングランド準男爵、アイルランド準男爵、グレートブリテン準男爵、連合王国準男爵は、「アルスターの赤い手」をインエスカッシャンとして紋章に入れることが認められている。初期の準男爵位には「アルスターの赤い手」はアイルランド北部アルスターに対するプランテーションを促進するための加増紋章として与えられていた。ノバスコシア準男爵は「アルスターの赤い手」を使用せず、ノバスコシア紋章（アージェント、聖アンデレ十字、スコットランド王室紋章のインエスカッシャン）を使用することができる。ノバスコシア準男爵以外の準男爵には1929年まで首にかけて佩用する徽章が与えられていた。この徽章は「アルスターの赤い手」の紋章と王冠、その周りを金箔の渦巻き装飾で縁取ったデザインである。渦巻き装飾の部分はイングランド準男爵はバラ、アイルランド準男爵はシャムロック、グレートブリテン準男爵はバラとアザミ、連合王国準男爵位はバラとアザミとシャムロックが描かれている。この徽章はオレンジまたは黄色（縁は紺）のリボンで吊るされる。
- ノバスコシア準男爵以外の準男爵がインエスカッシャンとして使用する紋章：アルスターの赤い手
- ノバスコシアの準男爵がインエスカッシャンとして使用するノバスコシアの紋章（英語版）：アージェント、聖アンデレ十字、スコットランドの王室紋章（英語版）のインエスカッシャン
- ノバスコシア準男爵位のアグニュー準男爵（英語版）(1629年)の紋章。 ノバスコシアの紋章がインエスカッシャンとして入っている。
- 連合王国準男爵位のアグニュー準男爵(1895年)の紋章。「アルスターの赤い手」がインエスカッシャンとして入っている。
- 連合王国準男爵の徽章。「アルスターの赤い手」が描かれている。
- 準男爵の略綬